# Kohlberg (Baviera)
Kohlberg es un municipio situado en el distrito de Neustadt an der Waldnaab, en el estado federado de Baviera (Alemania). Tiene una población estimada, a fines de 2021, de 1217 habitantes.
Está ubicado al noreste del estado, en la región de Alto Palatinado, a poca distancia de la orilla del río Naab —un afluente izquierdo del Danubio— y de la frontera con República Checa.